# Klub Sportowy Warszawianka (calcio)
Il Klub Sportowy Warszawianka era la sezione calcistica dell'omonima società polisportiva con sede nella capitale Varsavia, attuava per mezzo secolo, dal 1921 al 1975.

## Storia
Dalla fondazione della polisportiva Klub Sportowy Warszawianka, avvenuta nel 1921, sino all'invasione tedesca della Polonia, la sezione calcio fu una della più importanti della società.
Dal 1927 al 1939 il KS Warszawianka militò nella massima serie calcistica polacca, ottenendo come miglior piazzamento il quinto posto nella Liga 1936.
Al termine della seconda guerra mondiale la sezione perse gradualmente importanza, venendo infine chiusa nel 1975.